# تاريخ اليهود في ليبيا
في عام 1948 كانت تقطن ليبيا طائفة يهودية يقدر عددها بحوالى 40,000 ألفاً، بعضهم كان متجذّرا في التربة الليبية، من قبل الفتح الإسلامي، وبعضهم هاجر إليها من دول شمال أفريقيا الأخرى، فيما لجأ بعضهم الآخر إليها من الأندلس هربا من محاكم التفتيش الكاثوليكية.
قد استقر اليهود كما هو معروف عنهم في أحياء خاصة بهم تسمي الحارة، وضمت مدينة طرابلس حارتين استقر فيها أغلب يهود ليبيا «الحارة الكبيرة» و«الحارة الصغيرة»، كما وجدت هذة الحارات في كل المدن الليبية التي يتواجد بها اليهود ومنها حارة الزاوية الغربية، حارة زليتن، حارة مسلاته، وحارة امواطين، وحارة يدّر في مصراته. وغادر يهود ليبيا إلى إيطاليا وإسرائيل ودول أوروبية أخرى على مدى مراحل مختلفة بين عامي 1948 و1967. في عام 2002، توفي آخر يهودي معروف في ليبيا، اسميرالدا مغناجي. وبالتالي لم يعد هناك يهود في البلاد.

## الهجرة اليهودية الأولى
سكن اليهود المدن الخمس الإغريقية والفينيقية في ليبيا ابتداء من القرن السادس قبل الميلاد وكان سبب مجيئهم إلى ليبيا هو التجارة والعمل صياغة الذهب.

## الهجرة اليهودية الثانية
بدأت هذه الهجرة بعد سقوط الأندلس عندما قام الأسبان بتعميد واضطهاد أصحاب الديانات الأخرى غير المسيحية.
فبعد الاحتلال الأسباني لطرابلس قدر عدد اليهود في طرابلس 750 عائلة ثم توزعت في المناطق القريبة من طرابلس.

## مشروع ليبيا كوطن قومي لليهود
كان من ضمن مخططات اليهود إقامة وطن قومي في ليبيا في الجبل الأخضر، وكان هذا الاقتراح جاء من منظمة الأراضي اليهودية بلندن التي يترأسها اليهودي الكبير «إسرائيل زانجويل» ويقترح عليهم فكرته ويحدد لهم منطقة «الجبل الأخضر» في برقة بالذات، كما يتبين من المقدمة التاريخية والسياسية التي كتبها إسرائيل زانجويل في الكتاب الذي تضمن تقارير البعثة التي ارسلتها «منظمة الأراضي اليهودية» لفحص المنطقة المقترحة لتوطين اليهود في برقة، وهو ما صار يعرف بـ«الكتاب الأزرق».
وبناءً على ما تقدم به السير هاري جوهانستن وما كتبه ناحوم سلاوش، قامت «منظمة الأراضي اليهودية» في الخامس من شهر تموز (يوليو) سنة 1908 بإرسال بعثة علمية إلى مدينة طرابلس ومنها إلى منطقة الجبل الأخضر لدراسة إمكانية تحقيق هذه الفكرة. وقد أوكلت رئاسة البعثة لـ «جي جريجوري» أستاذ الجيولوجيا بجامعة غلاسكو البريطانية. وتضمنت فريقا من كبار المتخصصين في مجالات الزراعة والهندسة والموارد الطبيعية، وطبيباً هو الدكتور «م. كيدر» الذي قام بدراسة الأحوال الصحية في برقة وبالأخص بالجبل الأخضر وأعد التقرير الصحي، بالإضافة إلى ناحوم سلاوش، لسابق خبرته بالموضوع ولتوضيح أهداف البعثة لرجب باشا وابعاد أي شك يثيره مجيء البعثة عند أهل البلاد.
وقد جاء في مقدمة تقرير البعثة ان «المنظمة» قبل أن تقوم بارسال بعثتها إلى الجبل الأخضر ببرقة طلبت من اللجنة الجغرافية التابعة لها عمل الدراسات اللازمة للتحقق من إمكانية الاستفادة من الجبل الأخضر كوطن قومي لليهود. أمضت هذه اللجنة مدة سنتين في الدراسات الأولية في هذا الخصوص. وكان من بين اعضائها «أوسكار ستراوس» الذي اعترف منذ البداية بأن برقة لم تكن معروفة لديه. وقد علق إسرائيل زانجويل على ذلك بقوله ان برقة تكن بعيدة عن روسيا ورومانيا حيث كان اليهود هناك يعانون الكثير من الاضطهاد. وبالإضافة إلى موقع الجبل الأخضر وبرقة بصفة عامة كان جغرافياً بالنسبة إلى روسيا ورومانيا، فهي ليست بعيدة عن فلسطين حيث تتجه قلوب اليهود.

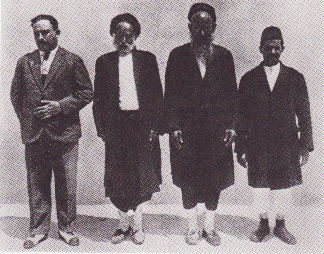
يهود ليبيون في بنغازي 1920.

ويذهب إسرائيل زانجويل إلى حد القول بأن برقة تفضل فلسطين نفسها في تحقيق الموطن القومي لليهود، لأنها غير مقدسة عند المسلمين والمسيحيين، كما هي الحال بالنسبة لفلسطين التي تتنافس في تقديسها الأديان السماوية الثلاثة. وفي فلسطين تتنافس الفرق اليهودية الكثيرة، الشيء الذي لم تكن تعرفه برقة. وفي رأيه أيضاً ان اختيار برقة يفضل اختيار فلسطين من حيث قلة السكان الاصليين، الشيء الذي يسمح باستيعاب عدد أكبر مما تستوعبه فلسطين من اليهود اللاجئين. وليبيا بمساحتها الكبيرة كانت لا تضم الا مليوناً من السكان أو نحو ذلك، مما يساعد على غلبة النفوذ اليهودي وضمان تفوقه بطريقة سهلة نسبيا باتباع سياسة تشجيع هجرة اليهود إلى ليبيا بثبات ومثابرة. وبالرغم من أن رجب باشا لم يقدم المشروع اليهودي رسميا إلى حكومته في إسطنبول، إلا أن المنظمة اليهودية اعتبرت ما أبداه من حماس للفكرة بادرة طيبة من حكومة تركيا، لأنها رأت انه بحكم رئاسته للقوات التركية في أفريقيا قد تحصّل تقريباً على كل سلطات نائب السلطان في البلاد.
وقد كان إسرائيل زانجويل، يرى ضرورة الاستفادة من حماس حكومة الولاية لفكرة المشروع اليهودي والبدء في المفاوضات المباشرة مع حكومة الباب العالي في إسطنبول من دون أي تأخير. وبينما كانت تجري الاستعدادات اللازمة لارسال البعثة إلى الجبل الأخضر، بادر بالاتصال بصديقه «ارمينيوس فامبري»، بجامعة بودابست، وكان ارمينيوس فامبري اليهودي في عقيدته الدينية أباً روحيا لجماعة «تركيا الفتاة»، وصديقا شخصياً للسلطان عبد الحميد في الوقت نفسه، ليطلعه على المشروع اليهودي في الجبل الأخضر ويعرف رأيه فيه. وجاء رد فامبري سريعاً بالموافقة مؤكداً على احتمال قبول السلطان للمشروع، وأظهر استعداده للذهاب شخصيا إلى إسطنبول إذا لزم الأمر لمعالجة المسألة بنفسه.
لم يكتف ارمينيوس فامبري بالرد على رسالة إسرائيل زانجويل وابداء وجهة نظره في المشروع، بل قام بارساله إلى السلطان عبد الحميد الثاني عن طريق سكرتيره الأول تحسين باشا. ولمّا لم يبد السلطان ما يشتم منه عدم رضاه على المشروع طلب فامبري من صديقه إسرائيل زانجويل ان يكتب بنفسه إلى السلطان مؤكدأ له ان السلطان سيرد عليه بسرعة. وأعد ارمينيوس فامبري خطاب التقديم باللغة التركية إلى تحسين باشا، وقبل أن يقوم زانجويل بارسال الرسالة إلى السكرتير الأول للسلطان عرض مسودتها على ارمينيوس فامبري الذي اعتبرها وافية بالغرض حتى انه لم يغير فيها أي كلمة. وقدا تضمنت الرسالة بيانات بمطالب «منظمة الأراضي اليهودية» في برقة على أساس الحكم الذاتي للمهاجرين اليهود.
وصل أعضاء البعثة إلى مدينة طرابلس يوم الخميس 16 تموز (يوليو) 1908 حيث قام القنصل العام البريطاني بتقديمهم إلى الوالي رجب باشا، ثم عادوا بصحبة ناحوم سلاوش لمقابلة الوالي مقابلة خاصة طويلة في اليوم التالي. ثم تركت البعثة مدينة طرابلس يوم الاثنين 20 تموز متجهة إلى بنغازي ومنها أبحرت إلى مدينة درنة حيث قدمهم يعقوب كريجر إلى القائد العسكري الذي سلموه خطابات من رجب باشا وقام القائد العسكري بتقديم كل مساعدة لاعضاء البعثة وزودهم بحراس من الجنود الأتراك والجندرمة، كما زودهم بخطابات إلى القادة العسكريين في المرج و«مرسى سوسة» وأمدهم بمعلومات عن موارد المياه والزراعة في المنطقة. وقد بقيت البعثة في مدينة درنة من 24- 27 تموز قام فيها اعضاؤها باختبار المورد المائي للمدينة، وعيون الماء الموجودة في وادي «درنة» وزيارة بساتينها والحقول المجاورة لها، ثم تركوها في قافلة توجهت بهم إلى عين شحات (قورينا) المعروفة بعين أبوللو والمشهورة بمياهها العذبة. ومنها انقسم أعضاء البعثة إلى فريقين بحسب تخصصاتهم لاجراء الاختبارات في مناطق مختلفة منها زاوية البيضاء ومنحدرات اسلنطة وبلدة مسة والمرج والسهول الواسعة في تلك المنطقة ثم انحدرت القافلة إلى بلدة طلميثة على الساحل ومنها إلى بنغازي ومن هناك عادت البعثة عن طريق طرابلس إلى جزيرة مالطا حتى وصلت لندن في السادس والعشرين من شهر أب (أغسطس) 1908.
وفي هذه الأثناء وبينما كان إسرائيل زانجويل يستعد لارسال رسالته إلى تخسين باشا جاءت الأخبار بوقوع الانقلاب العثماني في إسطنبول وخلع السلطان عبد الحميد الثاني. وكان من نتيجة هذا الانقلاب ان أصبح تحسين باشا لاجئأ سياسيا..
وهكذا تضافرت عوامل عدة لتساهم في فشل هذا المخطط أهمها هيمنة المنظمات الصهيونية المصرة على استعمار فلسطين من دون غيرها على بقية المنظمات، وكذلك الغزو الإيطالي الذي اجتاح ليبيا في 1911.

## يهود ليبيا خلال الحرب العالمية الثانية
كانت بلدة جادو خلال الحرب العالمية الثانية موقعاً لمعسكر اعتقال أقامه الإيطاليون. اعتقلت السلطات الإيطالية من جميع أرجاء ليبيا حوالي 2000 يهودي ليبي وغيرهم من الأشخاص الذين اعتبرتهم غير مرغوب بهم في عام 1942، وأرسلتهم إلى معسكر الاعتقال في جادو. وقضى منهم 564 شخص جراء إصابتهم بحمى التيفوس وغيرها من العلل.

## يهود ليبيا في العصر الحديث

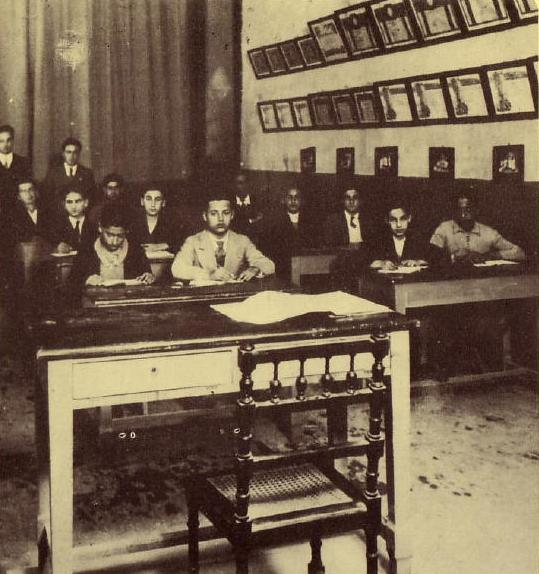
فصل دراسي في كنيس بنغازي.

اليهود الليبيين لم يكونوا منفتحين بمدارسهم وأماكن عبادتهم كيهود تونس ومصر والمغرب بل كانو منغلقين على أنفسهم[وفقًا لِمَن؟]، ومع بداية الاحتلال الإيطالي لليبيا تمكن اليهود من بناء مدارسهم وأماكن العبادة فعند نشوب الحرب العالمية الثانية كان عدد اليهود في مدينة بنغازي وحدها 2200 يهودي وكان بعض الأقلية في مدينة البيضاء ودرنة وطبرق ومصراتة بعضهم هاجر وبعضهم أسلم.
كان أول تصادم تشهده ليبيا بين سكانها من المسلمين واليهود في 3 نوفمبر 1945 فيما كانت موجة من الإضرابات تجتاح العالم العربي في ذكرى وعد بلفور ثم تكرّر الصدام عام 1948، كنتيجة للأخبار الدموية الواردة من فلسطين. وقد بدأت مغادرة اليهود لليبيا بعد حرب سنة 1967 حيث غادر الكثير منهم ليبيا متوجها إلى الدولة العبرية. ولم يكن هناك أي صراعات أو اعتداءات متبادلة بين العرب الليبيين واليهود الليبيين خلال فترة بقائهم في ليبيا عدا بعض المضايقات بعد قيام الدولة العبرية.

## وضعية اليهود في ليبيا في 1964
كان عدد اليهود في ليبيا يتراوح بين 6500 و 7000، والغالبية تعيش في ولاية طرابلس. وباستثناء عدد قليل ممن يشتغلون بالأعمال اليدوية كالنجارة وتحضير الأطعمة والخمور، فإن معظمهم من التجار وأصحاب المحلات التجارية ومعتمدي الوكالات والعمولات التجارية. [بحاجة لمصدر]
قرار مغادرة ليبيا على عجل اتخذه زعماء الجالية اليهودية، ولم تطردهم الحكومة الليبية.
حيث جاءت الخطوة الرسمية الأولى من ليللو أربيب (زعيم طائفة اليهود الليبيين وقتئذ) في 17 يونيو 1967 فقد بعث برسالة إلى رئيس الوزراء الليبي طلب فيها السماح بالسفر لليهود الراغبين في مغادرة البلاد حتى تهدأ الأمور ويتفهّم الشعب الليبي وضعيّة اليهود الليبيين وافقت الحكومة على ذلك بسرعة وبدأت دائرة الهجرة أعمالها في 20 يونيو وحضرت الوثائق المتعلقة بالسفر.

## بعد الصراع الليبي بين الثوار والقذافي
عاد في 1 أكتوبر عام 2011 من المنفى اليهودي الليبي الأول ديفيد جربي إلى ليبيا بعد 44 سنة من المنفى منذ الثورة التي استعان بها الثوار بمجلس الأمن وتدخل الناتو لإسقاط معمّر القذافي في أغسطس، وذهب جربي إلي معبد دار بيشي "Dar Bishi" بالمدينة القديمة بطرابلس حيث قام بتحطيم الجدار الذي يسود المدخل الخارجي للمعبد، وأشار جربي ان اليهود جزءاً من المجتمع الليبي، وكما قال ان صيانة معبد دار بيشي هي فرصة لعودة اليهود الليبيين إلي ليبيا.

## إحصائيات

### إحصائيات سكانية
يتوفر العديد من الإحصائات السكانية لفترات زمنية مختلفة توضح العدد الإجمالي للسكان ومن بينها عدد اليهود
- إحصاء عام 1907م: توزع اليهود في ولاية طرابلس حسب النفوس المسجلة للولاية عام 1907م [15]

| أسماء الأقضية       | مسلمون | يهود  | روم | أرمن | كاثوليك | كلدان | لاتين | الإجمالي |
| ------------------- | ------ | ----- | --- | ---- | ------- | ----- | ----- | -------- |
| لواء المركز         | 20598  | 8616  | 215 | 93   | 7       | 6     | 8     | 29563    |
| ناحية جنزور         | 5985   | 97    | -   | -    | -       | -     | -     | 6082     |
| ناحية تاجوراء       | 6766   | 192   | -   | -    | -       | -     | -     | 6958     |
| قضاء النواحي الأربع | 51468  | 1937  | -   | -    | -       | -     | -     | 52505    |
| قضاء الزاوية        | 28329  | 518   | -   | -    | -       | -     | -     | 28847    |
| قضاء غريان          | 28552  | 451   | -   | -    | -       | -     | -     | 29003    |
| مركز لواء الخمس     | 10260  | 528   | 6   | 11   | 5       | -     | -     | 10810    |
| قضاء مسلاته         | 15091  | 644   | -   | -    | -       | -     | -     | 15647    |
| قضاء زليطن          | 37398  | 644   | -   | -    | -       | -     | -     | 38042    |
| قضاء مصراتة         | 38381  | 698   | -   | -    | -       | -     | -     | 39079    |
| قضاء سرت            | 13568  | 107   | -   | -    | -       | -     | -     | 13675    |
| لواء الجبل الغربي   | 17401  | 21    | -   | -    | -       | -     | -     | 17703    |
| قضاء فساطو          | 17693  | 10    | -   | -    | -       | -     | -     | 17703    |
| قضاء نالوت          | 14310  | 11    | -   | -    | -       | -     | -     | 14321    |
| الإجمالي            |        | 13486 |     |      |         |       |       |          |

- إحصاء عام 1911م: أجري هذا الإحصاء بتاريخ 3-7-1911 في أواخر عهد إبراهيم باشا آخر ولاة الدولة العثمانية، أي قبيل الإستعمار الإيطالي لليبيا بأشهر [16]

| المدينة  | عدد السكان | العرب | اليهود         | جنسيات أخرى |
| -------- | ---------- | ----- | -------------- | ----------- |
| طرابلس   | 29869      | 19405 | 6460           | 4000        |
| مصراته   | 4000       | 3850  | 150            | -           |
| بنغازي   | 16500      | 14500 | نسبة من اليهود | -           |
| درنة     | 9500       | 9100  | 300            | 100         |
| الإجمالي |            |       | 6910           |             |

- إحصاء عام 1917م: أصدرت إيطاليا في إطار سياستها الإستعمارية تجاه ليبيا عام 1913م مرسوماً ملكياً ينص على إنشاء سجل لجمع كل المعلومات حول عدد السكان وأحوالهم حسب العشائر والقبائل والعائلات وبناء على طلب منها قام هنريكو أوغسطيني بجمع المعلومات عن سكان ليبيا وأحوالهم، وقد نشر نتائج عمله عام 1917م وضمنه في كتابه «سكان ليبيا» [17]

| المدينة أو المنطقة         | عدد اليهود | المدينة أو المنطقة | عدد اليهود |
| -------------------------- | ---------- | ------------------ | ---------- |
| مدينة طرابلس وبها 22 محلة  | 10471      | الزاوية الغربية    | 517        |
| النواحي الأربع             | 874        | غريان              | 300        |
| مسلاتة حي اليهود - القصبات | 450        | يفرن               | 900        |
| الخمس - المركز             | 420        | بنغازي             | 3020       |
| مصراته - يدر               | 970        | طبرق               | بضع أفراد  |
| سرت                        | 280        | إجدابيا            | بضع أفراد  |
| جنزور                      | 80         |                    |            |
| الإجمالي العام لليهود      | 19282      | 19282              | 19282      |

## وصلات خارجية
- يهود ليبيا - مصطفى امحمد الشعباني
- الحياة في معسكر الاعتقال في ليبيا. على يوتيوب
- هجرة يهود ليبيا كما وردت في الوثائق البريطانية